# Station Stansted Mountfitchet
Stansted Mountfitchet is een spoorwegstation van National Rail in Stansted Mountfitchet, Uttlesford in Engeland. Het station is eigendom van Network Rail en wordt beheerd door Greater Anglia. Het station is geopend in 1845.